# Alexéi Golovín
Alexéi Golovín –en ruso, Алексей Головин– (Oriol, URSS, 6 de noviembre de 1962) es un deportista soviético que compitió en bobsleigh. Ganó una medalla de bronce en el Campeonato Europeo de Bobsleigh de 1988, en la prueba doble.

## Palmarés internacional
| Campeonato Europeo | Campeonato Europeo    | Campeonato Europeo | Campeonato Europeo |
| Año                | Lugar                 | Medalla            | Prueba             |
| ------------------ | --------------------- | ------------------ | ------------------ |
| 1988               | Sarajevo (Yugoslavia) | Medalla de bronce  | Doble              |